# Benthamiella spegazziniana
Benthamiella spegazziniana är en potatisväxtart som beskrevs av Soriano. Benthamiella spegazziniana ingår i släktet Benthamiella och familjen potatisväxter. Inga underarter finns listade i Catalogue of Life.